# Peeta Mellark
Peeta Mellark è il protagonista maschile della trilogia letteraria di Hunger Games scritta da Suzanne Collins.
Nel franchise cinematografico, iniziato con Hunger Games (2012), Peeta è interpretato dall'attore Josh Hutcherson; la scelta dell'attore ha fatto sì che il Peeta cinematografico avesse gli occhi scuri invece che azzurri come riportato nei libri. Josh Hutcherson è stato confermato nel ruolo di Peeta anche nella trasposizione su grande schermo degli altri capitoli del romanzo: Hunger Games - La ragazza di fuoco, Hunger Games - Il canto della rivolta - Parte 1 e Parte 2.

## Biografia del personaggio
Peeta è il figlio del fornaio del Distretto 12 ed ha due fratelli più grandi di cui non si conosce il nome. Fin da piccolo lavora nella panetteria di famiglia, e grazie a questo ha l'occasione di aiutare Katniss Everdeen: all'età di undici anni, infatti, Peeta lancia del pane a Katniss, la cui famiglia rischiava di morire di fame. Per questo motivo, Katniss si sentirà a lungo imbarazzata ed in debito con lui.

### Hunger Games
Il nome di Peeta, sedicenne, viene estratto alla Mietitura dei 74esimi Hunger Games, insieme a quello di Prim, sorella di Katniss, la quale, per salvare quest'ultima, si offre volontaria come Tributo. Durante l'allenamento e l'incontro privato con gli Strateghi, Peeta si dimostra particolarmente abile con tecniche di mimetizzazione, il sollevamento pesi e la lotta corpo a corpo, ricevendo un punteggio pari a 8 su 12. Durante l'intervista che precede l'inizio dei Giochi, Peeta rivela di essere innamorato di Katniss: questo determinerà la principale strategia sfruttata dai due durante l'evento.
Tuttavia, Peeta è davvero innamorato di Katniss ed è intenzionato a proteggerla anche durante lo svolgimento dei Giochi, unendosi ai Tributi Favoriti per cercare di intralciare le loro ricerche della ragazza. Katniss, invece, è convinta che Peeta abbia mentito; messa alle strette dai favoriti, non si fa problemi a cercare di ucciderli tutti, Peeta compreso. In questa occasione, però, il ragazzo le salva la vita mettendo in pericolo la sua. I due si incontrano di nuovo qualche giorno dopo, quando Katniss ritrova Peeta in fin di vita, nascosto grazie alle sue tecniche di mimetizzazione dopo aver combattuto contro Cato per proteggere la fuga di Katniss. Le ferite di Peeta gli hanno procurato però l'avvelenamento del sangue; ingannandolo, la ragazza gli fa bere un sonnifero arrivato dagli sponsor per poter recuperare una medicina ad un Banchetto organizzato dagli strateghi.
Ristabilitosi, Peeta viene convinto da Katniss che anche lei è innamorata di lui; le scene di "idillio romantico" determinano il loro grande successo agli occhi del pubblico di Capitol City. Rimasti gli unici superstiti, la regola precedentemente stabilita secondo cui i Tributi dello stesso distretto avrebbero potuto entrambi vincere viene revocata; i due inscenano così un doppio suicidio e vengono proclamati ambedue Vincitori. Poco prima di tornare nel Distretto 12 Katniss, ancora incapace di riconoscere i suoi reali sentimenti, rivela tuttavia a Peeta di aver finto di essere innamorata di lui, portando il ragazzo, ferito e deluso, ad allontanarsi freddamente.

### La ragazza di fuoco
Sono passati circa sei mesi dalla fine degli Hunger Games: Peeta e Katniss devono intraprendere il Tour dei Vincitori in tutti i distretti di Panem, mostrandosi ancora una volta innamorati; il rapporto fra i due è però ancora molto freddo. È il ragazzo a scusarsi per primo per la propria reazione. Durante il Tour Peeta, senza volerlo, contribuisce a scatenare un piccolo sollevamento popolare nel Distretto 11, rendendosi conto della gravità della situazione del paese: il doppio suicidio inscenato da lui e Katniss, infatti, ha spinto i distretti a credere di poter ribellarsi al potere assoluto di Capitol City. Come tentativo di farlo sembrare unicamente un atto di amore disperato più che di ribellione, Katniss propone a Peeta di farle la proposta di matrimonio in diretta TV.
Ciò non è tuttavia abbastanza; al posto degli annuali Hunger Games, infatti, viene organizzata un'Edizione della Memoria con regole particolari: i Tributi verranno estratti fra i precedenti Vincitori ancora in vita. Katniss e Peeta vengono così costretti a tornare nell'Arena (sebbene il maschio che viene estratto sia Haymitch, Peeta si offre volontario per proteggere Katniss). Peeta e Katniss si riavvicinano due giorni prima dell'inizio dei Giochi, dormono nello stesso letto diverse notti (durante le quali, per la prima volta dalla fine dei loro primi Hunger Games, non si svegliano in preda agli incubi) e, nella giornata precedente all'inizio dei Giochi che intervalla questi due momenti, trascorrono l'intera giornata da soli sul tetto dell'edificio in cui alloggiano i Tributi, riposando, mangiando, giocando e coccolandosi.
Durante i Giochi, si rende palese l'obiettivo dei due: ognuno intende salvare l'altro sacrificando la propria vita. Sulla spiaggia vicina al centro dell'arena, Peeta cerca di convincere Katniss a lottare per vincere, spiegandole che Gale, Prim e sua madre hanno bisogno di lei, mentre lui, se lei morisse, non avrebbe più motivo di vivere. In quel momento, Katniss capisce di amare davvero Peeta e, dopo avergli detto che è lei ad aver bisogno di lui, lo bacia più e più volte e soltanto l'arrivo di Finnick li interrompe. Katniss ha fatto promettere a Haymitch, ancora loro mentore, di salvare il ragazzo; tuttavia è lei ad essere salvata da un hovercraft proveniente dal Distretto 13, mentre Peeta rimane a terra, nella confusione generale; per poi essere imprigionato da Capitol.

### Il canto della rivolta
Peeta è ancora nelle mani di Capitol City, che lo usa per distrarre Katniss, ora il volto della rivolta di tutti i distretti capitanati dal 13. Qui viene torturato insieme ad altri ex-Vincitori, come Johanna Mason, Annie Cresta ed Enobaria. In particolare, viene "depistato": tramite un processo che include l'uso di un potente veleno allucinogeno dato dagli aghi inseguitori, vengono modificati quasi tutti i suoi ricordi riguardanti Katniss, in modo da farla apparire come un mostro con l'unico intento di ucciderlo.
Salvato da una squadra del Distretto 13, Peeta cerca di soffocare Katniss; la ragazza rimane distrutta dal fatto, e cerca di evitarlo finché non è costretta ad unirsi alla sua stessa squadriglia militare per attaccare Capitol. Qui Peeta comincia a fare affidamento sul gioco "Vero o falso", secondo cui lui deve porre domande su cosa non ricorda perfettamente e gli altri devono rispondere. La maggior parte delle domande riguardano Katniss, e i due ragazzi sono così costretti a riavvicinarsi un po'.
Mentre la squadra riposa, Peeta parla con Gale di Katniss, entrambi pensano che quest'ultima sia innamorata dell'altro: Peeta lo pensa ricordando quando lei lo stava curando dopo essere stato fustigato, Gale risponde che Katniss non lo ha mai baciato come ha baciato lui nell'ultima edizione degli Hunger Games. Alla fine Gale afferma che Katniss sceglierà colui che le permetterà di sopravvivere e Peeta annuisce, entrambi sono ignari però che Katniss abbia sentito tutto. Durante un'azione militare, Peeta ha una ricaduta e uccide per sbaglio un soldato; tornato in sé, è deciso a sacrificarsi per il bene del gruppo. Nonostante ciò, Katniss lo costringe a continuare la missione, ritenendo di non poterlo perdere, e lo bacia, per poi allontanarsi da lui per continuare il piano. Terminato l'attacco a Capitol City e catturato il presidente Snow, Peeta impedisce a Katniss di suicidarsi dopo che la ragazza uccide la presidente del Distretto 13.
Tornati entrambi nel Distretto 12 dopo la rivolta, i due si fanno forza a vicenda: entrambi sono rimasti senza famiglia, poiché i Mellark sono morti durante un bombardamento e la madre di Katniss si è trasferita nel Distretto 4 dopo la morte della sorella Prim. Katniss attraversa una fase di depressione profonda, arrivando a meditare anche la possibilità di suicidarsi; sarà proprio il ritorno di Peeta a fargliela superare. È in quel momento che Katniss capisce di amare profondamente il ragazzo e che è con lui che vuole stare. Insieme, Peeta e Katniss creano un libro aiutati da Haymitch, in cui raccoglieranno tutti i ricordi relativi agli amici e ai parenti perduti. In futuro si sposeranno e avranno due figli, una femmina dai capelli scuri e gli occhi azzurri e un maschio dai riccioli biondi e gli occhi grigi.

## Caratterizzazione

### Aspetto e personalità
Peeta è un ragazzo non troppo alto, biondo e con gli occhi azzurri (scuri nella trasposizione cinematografica), tratti tipici del settore mercantile del suo distretto. Diversamente dalla maggior parte della gente del Distretto 12, la sua pelle è molto chiara; gli anni di lavoro al forno gli hanno permesso di sviluppare una grande forza nelle braccia e spalle larghe, oltre ad una corporatura robusta e resistente. Seppur nato e vissuto in condizioni tutt'altro che benestanti, Peeta è probabilmente tra gli abitanti meglio nutriti del 12 grazie alla professione di famiglia: cresciuto principalmente ad avanzi e merce invenduta della panetteria, non si è mai ritrovato a dover affrontare la malnutrizione che caratterizza gran parte della gente del distretto. A seguito della vittoria nei primi Giochi gli viene amputata la gamba sinistra dal ginocchio in giù, dopo aver riportato una grave ferita al polpaccio che gli fa rischiare il dissanguamento; quest'ultima viene poi sostituita da una protesi fornita dall'équipe di medici di Capitol City (solamente nei romanzi: nella trasposizione cinematografica la gamba guarisce completamente dalla precedente ferita alla parte superiore dell'arto e non subisce ulteriori danni che possano aggravarne la situazione). Tale mutilazione gli costerà un importante trauma e un intenso sforzo fisico nei movimenti, soprattutto durante l'Edizione della Memoria.
La sua forza è tale da permettergli di lanciare grossi pesi senza fatica. Ha un innato talento artistico, che inizialmente sfrutta nel suo lavoro al forno per decorare torte e biscotti; quest'ultima abilità gli tornerà poi utile durante i primi Giochi, per mimetizzarsi facilmente e nascondersi dagli avversari, e sarà la sua valvola di sfogo dopo la vittoria, a seguito della quale inizierà a dipingere quadri raffiguranti l'esperienza nel reality show affinando ancor di più la sua dote. Prima, durante e dopo i Giochi si scopre essere un carismatico oratore, con l'infallibile abilità di saper coinvolgere le persone nei suoi discorsi e convincerle di qualsiasi cosa lui voglia, al punto da rendere difficile distinguere i momenti in cui mente da quelli in cui è sincero. Peeta è un ragazzo estroverso, affascinante e buono, di acuta intelligenza e dotato di una spiccata ironia che talvolta sfocia in sarcasmo tagliente o spiritosa irriverenza. Per nulla violento ma pienamente in grado di difendere sè stesso o gli altri quando necessario, è molto coraggioso, infatti non esita a rischiare la sua vita in più occasioni per salvare quella di Katniss e a scegliere di morire per permetterle di vivere. È gentile ed educato, ma non per questo privo di carattere e temperamento; può arrivare ad arrabbiarsi parecchio in determinate occasioni e reagire furiosamente di conseguenza, al punto di lanciare o rompere oggetti. Vede sempre il meglio nelle persone e tiene con tutto sè stesso a coloro che gli sono cari: generoso senza mai pretendere nulla in cambio, incredibilmente altruista e incapace di egoismo, tende per tali caratteristiche a pensare prima al bene degli altri piuttosto che al proprio. Non ha una grande autostima, probabilmente per via dei maltrattamenti della sua famiglia e lo scarso affetto ricevuto da quest'ultima; è convinto pertanto di non meritare amore e che nessuno abbia bisogno della sua presenza.
Si innamorò di Katniss a cinque anni, quando la sentì cantare una canzone in classe il primo giorno di scuola; da quel momento in poi non riuscì mai a togliersela dalla testa nonostante gli anni a venire e i tentativi, privi di successo, di trovare il coraggio per poterle parlare: paradossalmente alla situazione di pericolo mortale in cui la partecipazione ai Giochi lo pone, Peeta considera la Mietitura "un colpo di fortuna" sotto un certo aspetto, poiché costituisce per lui un'occasione di conoscere finalmente Katniss e poter passare del tempo in sua compagnia. Il loro ultimo incontro diretto prima della partenza per Capitol City risale a quando avevano undici anni: Peeta bruciò appositamente del pane per renderlo invendibile e lanciarlo a Katniss, stremata dall'inedia, scatenando però l'ira e le percosse della madre. La famiglia Mellark, non particolarmente unita né tantomeno felice, ha tutt'altro che un'alta considerazione di lui, al punto tale da renderlo consapevole di quanto i suoi componenti possano tranquillamente andare avanti in sua assenza nell'eventualità in cui dovesse morire; pur non nascondendo affatto il risentimento provocatogli da questa situazione, Peeta è comunque deciso a proteggerli. Si sa molto poco dei due fratelli maggiori, mentre i genitori sono descritti come diametralmente opposti: la madre (soprannominata da Katniss la strega) è una donna anaffettiva, abusiva e manesca nei confronti del figlio, mentre il padre è un uomo tendenzialmente gentile, ma debole e dal carattere remissivo. È da notare come, nonostante la vittoria agli Hunger Games gli assegni di diritto una casa nel Villaggio dei Vincitori in cui trasferirsi con tutta la famiglia, Peeta vi si stabilisca da solo, mentre il resto dei suoi famigliari rimangono a vivere nell'abitazione soprastante la panetteria; pur potendosi permettere di vivere di rendita grazie all'ingente somma di denaro ottenuta dal suo status di Vincitore, Peeta continua comunque a lavorare come fornaio presso l'attività di famiglia e a preoccuparsi di quest'ultima. Odia essere preso in giro e lasciato all'oscuro di piani o fatti di una certa rilevanza, a maggior ragione se questi ultimi lo coinvolgono direttamente. Dopo la vittoria nei primi Hunger Games, nonostante l'iniziale freddezza calata fra di loro, la sola cosa che importa a Peeta è proteggere Katniss, che definisce "la sua unica ragione di vita", al punto da preferire il sacrificio piuttosto che un'esistenza in cui lei non sia più presente.

### Abilità
Peeta è dotato di una forza fisica notevole, acquisita grazie al lavoro nel panificio di famiglia e che gli permette di sollevare anche grandi carichi senza alcuna difficoltà: Katniss racconta di averlo visto lanciare in aria sacchi di farina da mezzo quintale come se fossero piume; tuttavia, poiché totalmente privo di indole violenta e di spirito prevaricatore, il ragazzo pare non dare una grande rilevanza a questa abilità. La sua corporatura robusta lo avvantaggia e gli conferisce una certa destrezza nel combattimento corpo a corpo, ma riesce a gestire piuttosto bene anche l'uso dei coltelli (capacità che gli viene riconosciuta anche dai Favoriti), pur di fatto utilizzandoli raramente in fase di lotta. È in grado di mimetizzarsi perfettamente in qualunque contesto grazie al suo talento artistico, affinato negli anni decorando torte in panetteria. Le vere armi infallibili di Peeta, però, sono il suo carisma e la sua dialettica coinvolgente: questi, uniti alla sua spiccata intelligenza che gli permette di essere sempre un passo avanti agli altri, gli consentono una grande capacità nel manipolare le persone quando necessario, strategia che utilizzerà sia nel corso dei Giochi che durante le loro fasi pregresse per entrambe le edizioni a cui prenderà parte. Nonostante sia un ragazzo onesto e dalla morale pura, è in grado di mentire in maniera così convincente da far sì che tutti coloro che lo ascoltano, in particolare i cittadini di Capitol City, pendano dalle sue labbra e credano ciecamente a qualunque storia lui racconti.

## Accoglienza
Entertainment Weekly ha detto che Peeta, così come Gale Hawthorne, sono stati "sottilmente immaginati". MTV ha elencato cinque motivi per cui Peeta è "tosto" e che "Peeta dà [a Katniss] del filo da torcere nella categoria fighi".

## Altri media

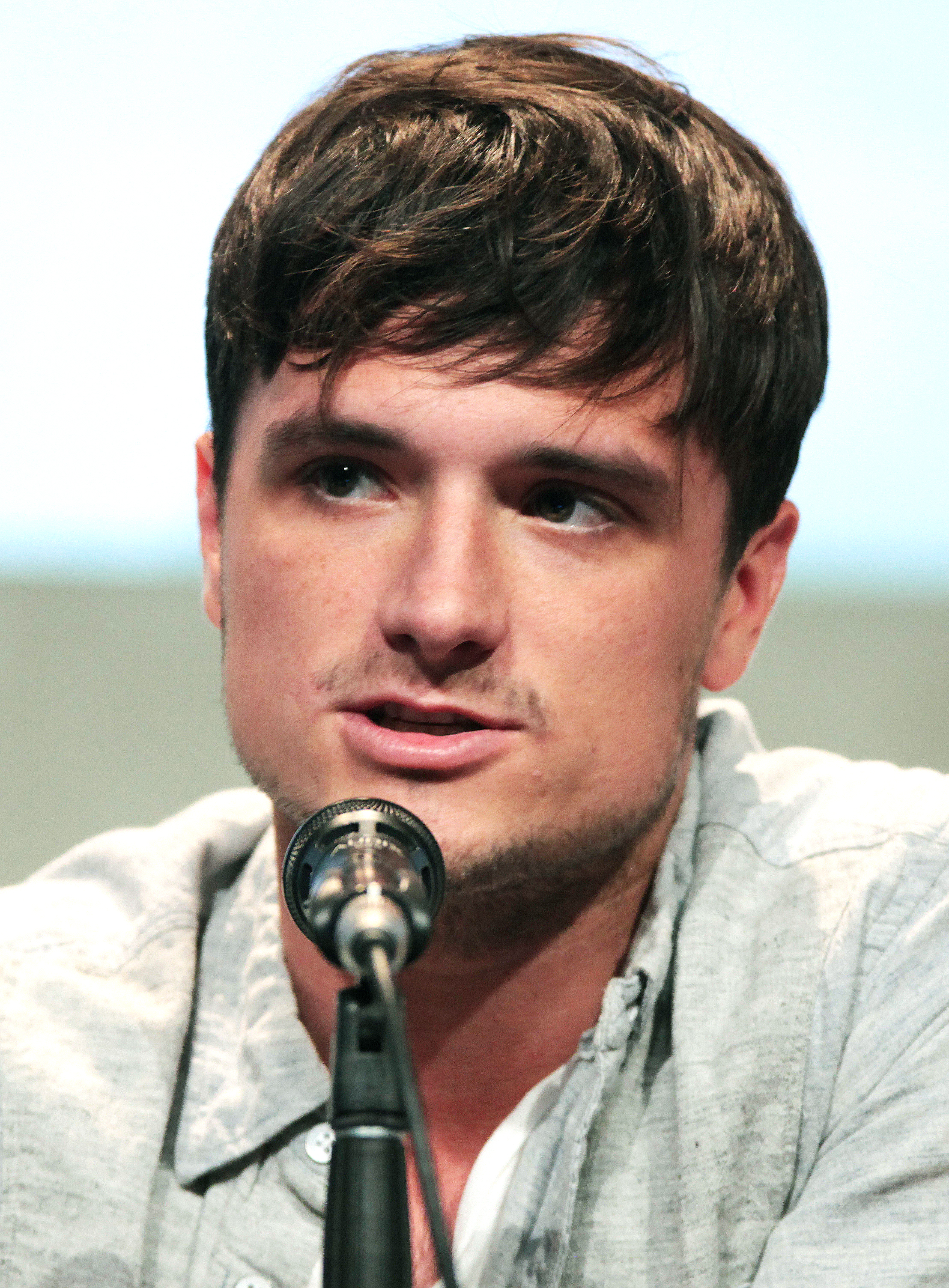
Josh Hutcherson, interprete di Petta Mellark nei vari film della saga

Il 23 marzo 2011, la Lionsgate ha iniziato a scegliere il ruolo di Peeta per il film di Hunger Games. Secondo The Hollywood Reporter, i contendenti per il ruolo includevano Josh Hutcherson, Alexander Ludwig (in seguito scelto per il ruolo di Cato), Hunter Parrish, Lucas Till ed Evan Peters. Il 4 aprile 2011, la Lionsgate ha annunciato che Hutcherson avrebbe interpretato il ruolo.